# Tetracis
Tetracis is een geslacht van vlinders van de familie spanners (Geometridae), uit de onderfamilie Ennominae.

## Soorten
- T. belides Druce, 1892
- T. cachexiata Guenée, 1857
- T. crocallata Guenée, 1858
- T. chilenaria Blanchard, 1852
- T. edmondsii Butler, 1882
- T. erosinata Dognin, 1907
- T. inquinata Warren, 1904
- T. pagonaria Schaus, 1901
- T. picturata Schaus, 1911
- T. rufa Warren, 1900
- T. truxaliata Guenée, 1858